# Скрыпник, Анатолий Дмитриевич
Анато́лий Дми́триевич Скры́пник (род. 14 октября 1937) — советский украинский легкоатлет, специалист по бегу на длинные дистанции, кроссу и марафону. Выступал на всесоюзном уровне в 1960-х и 1970-х годах, чемпион СССР в марафоне, рекордсмен СССР и Украины, пятикратный победитель пробега на приз газеты «Труд», участник чемпионатов Европы 1966 года в Будапеште и 1969 года в Афинах. Представлял Донецк и Горловку, спортивное общество «Авангард». Мастер спорта СССР международного класса. Тренер по лёгкой атлетике.

## Биография
Анатолий Скрыпник родился 14 октября 1937 года. Детство провёл в Харьковской области, занимался лыжными гонками и конькобежным спортом, играл в футбол. С 16 лет учился в школе фабрично-заводского ученичества в Харькове, в это время увлёкся бегом на средние дистанции, выступал в дисциплинах 800 и 1500 метров.
Проходил службу в спортроте Туркестанского военного округа, представлял Вооружённые силы, активно участвовал в соревнованиях, предпочитая уже бег на выносливость: 10 000 метров, кросс, шоссейные пробеги.
Позднее проходил подготовку в Донецке и Горловке, выступал за Украинскую ССР, добровольное спортивное общество «Авангард».
Впервые заявил о себе в сезоне 1963 года, когда в беге на 10 000 метров финишировал четвёртым на чемпионате страны в рамках III летней Спартакиады народов СССР в Москве, выиграл серебряную медаль на соревнованиях в Ялте.
В 1964 году в той же дисциплине был восьмым на Мемориале братьев Знаменских в Москве и четвёртым на чемпионате СССР в Киеве.
В 1965 году завоевал бронзовую награду в дисциплине 14 км на чемпионате СССР по кроссу в Ужгороде, занял девятое место на кроссе Юманите во Франции. На соревнованиях в Киеве на дистанциях 5000 и 10 000 метров получил золото и серебро соответственно.
В 1966 году превзошёл всех соперников в 30-километровом пробеге на приз газеты «Труд» в Москве. Благодаря череде успешных выступлений вошёл в основной состав советской сборной и удостоился права защищать честь страны на чемпионате Европы в Будапеште — в программе марафона показал время 2:23:14.8, расположившись в итоговом протоколе соревнований на пятой строке. Также в этом сезоне выиграл бег на 10 000 метров на соревнованиях в Ялте.
В 1967 году был лучшим в дисциплине 10 000 метров на соревнованиях в Ялте, финишировал шестым в марафоне на чемпионате страны в рамках IV летней Спартакиады народов СССР в Москве, вторым на марафоне в Гюмри, первым на чемпионате Украинской ССР по марафону в Ужгороде.
В 1968 году вновь выиграл пробег на приз газеты «Труд» в Москве.
В 1969 году с результатом 2:22:37.6 одержал победу на чемпионате СССР по марафону в Ногинске, выиграл бронзовую медаль в беге на 10 000 метров на всесоюзных соревнованиях в Москве. Принимал участие в чемпионате Европы в Афинах — пробежал марафон за 2:25:15, закрыв десятку сильнейших. Отметился победой в 20-километровом пробеге в Белграде, где превзошёл двукратного олимпийского чемпиона Кипчоге Кейно.
В 1970 году в третий раз выиграл пробег на приз газеты «Труд» в Москве, в дисциплине 10 000 метров стал пятым на Мемориале братьев Знаменских в Киеве.
В 1971 году в четвёртый раз выиграл пробег на приз газеты «Труд» в Москве, был пятым на дистанции 10 000 метров в Киеве и седьмым в марафоне на чемпионате страны в рамках V летней Спартакиады народов СССР в Москве.
В 1972 году на пробеге на приз газеты «Труд» в Москве в пятый раз превзошёл всех соперников и показал лучший результат в истории этих соревнований на тот момент — 1:31:39. Тем самым установил рекорд СССР в беге на 30 000 метров, который впоследствии так и не был никем превзойдён, и ныне действующий рекорд Украины в беге на 30 км. Помимо этого, с результатом 2:17:14 финишировал десятым на чемпионате СССР по марафону в Новгороде.
За выдающиеся спортивные достижения удостоен почётного звания «Мастер спорта СССР международного класса».
После завершения спортивной карьеры в течение многих лет работал тренером по лёгкой атлетике в клубе «Кочегарка» и преподавателем в медицинском училище в Горловке. В 2012 году отметил 75-летие, дав большое интервью газете «Труд».